# NGC 3881
NGC 3881 é uma galáxia espiral (S0-a) localizada na direcção da constelação de Ursa Major. Possui uma declinação de +33° 06' 25" e uma ascensão recta de 11 horas, 46 minutos e 34,4 segundos.
A galáxia NGC 3881 foi descoberta em 29 de Abril de 1827 por John Herschel.